# Calonotos triplaga
Calonotos triplaga là một loài bướm đêm thuộc phân họ Arctiinae, họ Erebidae.